# 大陸封鎖令

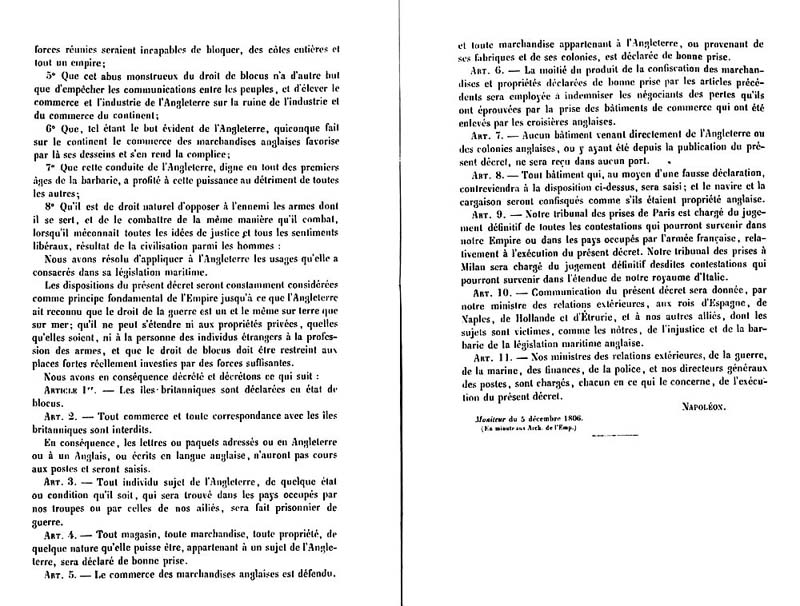
大陸封鎖令の条文

大陸封鎖令（たいりくふうされい、フランス語:Décret de Berlin、英語:Berlin Decree）は、イギリスの工業勢力を脅威と考えていたフランスのナポレオン1世が、トラファルガー海戦の敗北後にイギリスとの通商等を禁じるためにフランス帝国とその同盟国に出した勅令。
大陸封鎖は1806年11月のベルリン勅令（le décret de Berlin）で実施され、1807年のミラノ勅令で強化された。このうち特に1806年の勅令（ベルリン勅令）を大陸封鎖令ということもある。

## 背景
英仏間では1786年に自由貿易を目指す英仏通商条約（イーデン条約）が締結されたが、フランス革命の勃発で頓挫してしまった。その後、フランスで成立した総裁政府はイギリスとの政治的覇権抗争から1796年10月31日に「イギリス商品の輸入禁止令」を発して海上封鎖を実施した。
フランスでは1799年に執政政府が成立したが、地中海東部沿岸地域や西インド諸島をイギリスに押さえられ、フランスの貿易圏の回復と拡大は妨げられていた。1802年3月25日にイギリスとフランスの間でアミアンの和約が締結されたが、イギリス側は単に政治面の平和の回復だけでなくフランスの禁止的関税の廃止なども望んでいた。アミアン和約期にはフランス国内でも平和経済への期待感があり、フランス銀行の設立や商法典の整備などが行われた。
しかし、フランスでは英仏通商条約（イーデン条約）が国内産業に打撃を与えたことの記憶が残っており、両国間の商議は決裂し、イギリスがマルタ島からの撤退を拒否したことで1803年5月13日にイギリスとフランスは再び戦争状態となった。

## 封鎖

### ベルリン勅令
1805年のナポレオンによるイギリス本土侵攻作戦は失敗に終わり、トラファルガー海戦での敗北でフランスは制海権を失い海外植民地の喪失につながった。そこで名目的にはイギリスによる1806年5月16日の「北海ならびに海峡沿岸の大陸海港に対する封鎖宣言」への対抗措置として「ベルリン勅令」は発せられた。
ナポレオンは一方ではプロイセンに対して軍事的勝利を収めて北海やバルチック海沿岸を、またオーストリア・ロシア軍を破ってアドリア海東岸を軍事的に制圧していたことから、このような封鎖が可能となった。
「ベルリン勅令」は1806年11月21日にベルリンで署名された「イギリス封鎖に関する法令」で、前文と全11条で構成され、フランス国内だけでなくスペイン、イタリア、スイス、オランダ、デンマーク、ドイツにも発せられ適用された。内容はイギリス諸島を封鎖状態に置き（第1条）、通商や通信を一切禁止した（第2条）。またイギリス商品の交易を禁止し、イギリス製品やイギリス植民地産商品を没収の対象とした（第5条）。
また、1807年7月のティルジットの和約以降、ベルリン勅令はロシアなどの同盟国や占領国にも適用されることが前提とされた。
なお、ベルリン勅令は1796年の「イギリス商品の輸入禁止令」と極めて類似していることが知られている。

### ミラノ勅令
封鎖を強化するため1807年12月17日にミラノ勅令（第二ミラノ勅令）が発せられ、イギリスに寄港あるいはイギリスの措置に従う船舶は拿捕の対象とされた。

## 影響

### 経済的影響
ベルリン勅令では押収した商品に対する住民の買い戻し制を認めたが、北海及びバルチック海沿岸の防備と監視が不十分であったこともあり、イギリス製品や植民地物産の密輸入が急速に増加して統制は極めて困難になった。ハンブルグなどハンザ諸都市が密輸入の通路となっていたため、ナポレオンは1806年12月に北海沿岸やエルベ川、ヴェーゼル川に関税哨兵線を設置したが実効性は低かった。
そのため1807年8月6日及び11月13日の条令で、フランス本国以外からの大部分の繊維製品や金属類、ガラス類、陶器類、角砂糖などをイギリス製品と宣言し、植民地物産についても原産地証明書が要求されるなど厳格化が行われた。さらに11月23日に第一ミラノ勅令、12月17日に第二ミラノ勅令が出されたことで帝国全体に効力が波及した。
以上の措置の結果、ヨーロッパ各地でイギリスの繊維製品の不足とイギリス産綿糸の価格騰貴が引き起こされた。ハンザ諸都市では植民地物産への影響が大きく、ブレーメンでは海運業の衰退をきたした。ただし、1807年秋まで他地域ではアムステルダム、リスボン、リヴォルノ、トリエステなどを通じて輸入が続けられており植民地物産までは影響が及ばなかったとされる。

### 各国の対応
イギリスはベルリン勅令に対して1807年1月7日の勅令で返報の対抗措置を宣言し、特に11月11日の勅令であらゆる船舶のイギリスへの寄港義務を定め、敵国商品の制御と価格の釣り上げを図った。また11月11日の勅令第4条は、国籍、積荷のいかんを問わず拿捕の対象としていた。
こうした中でアメリカ合衆国は英仏間の封鎖戦に巻き込まれ自国の中立貿易（neutral trade）が大打撃を受けることになり、商船がフランス、イギリス両国から拿捕されるのを避けるため、1807年以降、出港禁止法、通商停止法（Embargo Act）、第二メイコン法などを制定した。
スウェーデンはナポレオン戦争でイギリスと結んでおり、大陸封鎖令を拒否したが、フランスと結んだロシア帝国と戦争となりフィンランドを失った（第二次ロシア・スウェーデン戦争）。
さらにナポレオンは封鎖の穴になっていた通路を断つため、1807年秋にポルトガル、同年末にエトルリアを占領した。

## 変容と終焉

### 変容
大陸封鎖令によりフランス国内だけでも、海運業の衰退、綿花の供給不足による綿工業の停滞、農産物の販路不足に直面し、関税収入の減退による国庫収入の不安が現実化した。
その対策となるナポレオンによる1810年の特許状制度は「ほとんど変質といえるほどの転換」と言われている。特許状に定められた条件を満たしている船舶はベルリン勅令やミラノ勅令の適用を排除するというもので、1810年7月25日の法令で体系化されたが、1809年春にはこのような例外が内密には認められていた。当初、特許状は例外的なもので、1810年7月3日のサンクルー勅令でフランス船舶のみ与えられるとされていたが、7月6日にはアメリカ船舶も含められた。さらに拿捕を防ぐため中立国船舶に擬装する「擬装許可状」まで発行されたが、イギリスとの通商や寄港も認めうるものでベルリン勅令やミラノ勅令の規律を崩すものであった。そのため7月25日の法令でフランスを入出港する船舶はすべて特許状を備えることとし、イギリスの製造品の輸入を禁ずるものとされた。
一方で1809年オーストリア戦役のための兵力引き上げの影響で、オランダや北海沿岸では警備や監視が弱体化し、イギリスとの密貿易はかえって増大した。ナポレオンはオランダやハンザ諸都市への不信を強め、1910年7月にオランダを、同年12月にハンザ諸都市を併合した。しかし、ヨーロッパで大陸封鎖の実施と強化を進めるほど、沿岸制度は拡延し、サントドミンゴやモーリシャスなどフランスの海外植民地の喪失も進んだ。

### 国際関係の変化

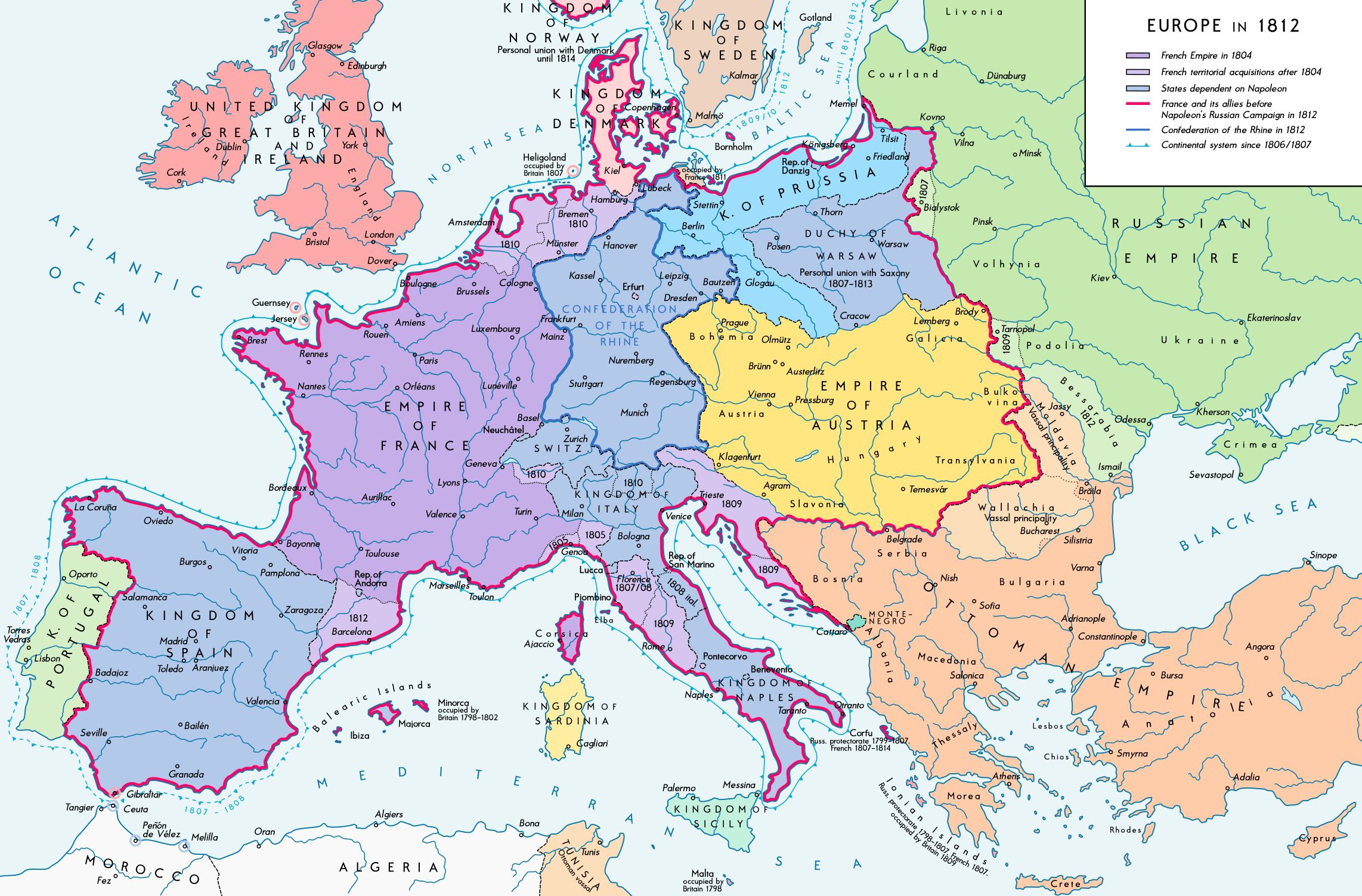
1812年ロシア戦役直前のヨーロッパ

1810年12月末、余剰穀物を抱えるロシアは大陸封鎖から離脱した。激怒したナポレオンはロシア遠征に踏み切ったが、英露は同盟を結んで二国間の貿易が再開した。
アメリカは通商禁止法などの「平和的強制手段（peaceable coercions）」によって英仏両国の政策転換を試みていたが失敗に終わった。1812年6月18日、アメリカは大西洋公海を支配して影響の大きかったイギリスに対して宣戦布告し、米英戦争（1812年戦争）が勃発した。アメリカは宣戦告知だけでもイギリスの態度を変化させると考えており、開戦直後から講和交渉を開始した。しかし、宣戦布告前の6月16日、イギリスはアメリカが対英通商制限を止めることを期待して枢密院令の即時停止を議会で発表しており、当時の通信手段ではアメリカまでの伝達が遅く大西洋上を渡っている途中だった。講和会議でアメリカはイギリスに対して徴発廃止を要求したが、ナポレオンと戦うイギリスには受け入れることは困難で早期講和は困難になった（米英戦争の以後の経緯については米英戦争を参照）。
一方、フランスはアメリカに対して形式的には通商妨害を撤回していたが、アメリカとイベリア半島間の貿易がイギリスを利するものであったため米国船舶の拿捕等を続けていた。そのためアメリカは海上権の侵害を停止するようフランスに強く要求した。1812年秋から冬にかけてフランスとの交渉に当たったアメリカの在仏公使ジョール・バーロウはナポレオンが凱旋すれば問題は解決すると帰還を待っていたが、ベレジナ川でナポレオンが壊滅的な打撃を受けたことで水泡に帰し、12月26日にバーロウ自身が肺炎で亡くなったため交渉は失敗に終わった。
ロシア遠征での敗退により、ナポレオンに対する反抗は大陸各地に広がり軍事的後退による没落を招いた。アメリカのマディソン大統領は在仏公使の後任にウィリアム・H・クローフォードを任命したが、ライプツィヒの戦いの後までナポレオンに会うことはできず、結局、1814年4月にナポレオンは退位することとなった。